# Mapeado por desplazamiento

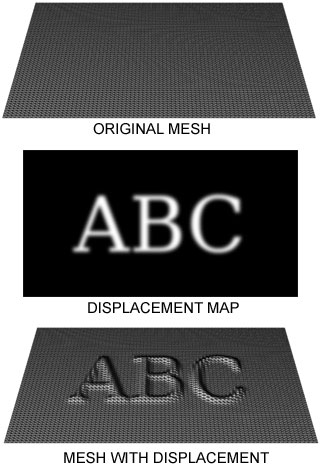
Mapeado por desplazamiento

El Mapeado por desplazamiento (en inglés, displacement mapping) es una técnica de gráficos por computadora alternativa al mapeado topológico, mapeado normal y mapeado por paralaje que usa un mapa de textura o altura para causar un efecto donde la posición geométrica actual de los puntos sobre la superficie texturizada son desplazados (a menudo a lo largo de la normal de una superficie local) de acuerdo al valor que calcula la función de texturizado para cada punto de la superficie. Esto da una gran sensación de profundidad y detalle a las superficies, permitiendo en particular auto-oclusión, auto-sombreado y siluetas; por otra parte, es el más costoso de esta clase de técnicas a causa de la gran cantidad de geometría adicional que genera.
Durante años, los mapas de desplazamiento eran una particularidad de los sistemas de representación de gama alta como RenderMan Photorealistic, mientras que las API en tiempo real, como OpenGL y DirectX, estaban empezando a utilizar esta función. Una de las razones para esto es que la implementación original del mapeo por desplazamiento requería una teselación adaptativa de la superficie a fin de obtener suficientes micropolígonos cuyo tamaño correspondiera al tamaño de un píxel en la pantalla.